# ملعب كرة قدم

المساحة القياسية لملعب كرة القدم. ليس لجميع الملاعب الحجمُ نفسه، إلا أنَّ الأبعاد المُفضَّلة للملاعب الاحترافية هي 68 متراً في 105 أمتار، أي ما يعادلُ مساحة 7,140 بالمتر المربع.

ملعب كرة القدم هو مساحة اللعب التي تُقَام فيها مباريات كرة القدم. تُحَدَّد أبعاد الملعب وفقاً للقانون الأول من قوانين لعبة كرة القدم، وهو قانون «مساحات اللّعب».
ويمكن أن يكون سطح الملعب طبيعيًا أو مصطنعًا، لكن قوانين الفيفا للعبة تفرض أن تكون كل الأسطح المصطنعة ملونة باللون الأخضر. الملعب عادة ما يكون مصنوعًا من العشب (الحشائش) أو العشب الصناعي، بالرغم من أن الفرق الهاوية أو الترفيهية تلعب على الملاعب الترابية.
كل العلامات الخطية تكون جزءًا من المساحة المحددة، على سبيل المثال: الكرة فوق أو على خط التماس لا تزال داخل الملعب، الخطأ الملتزم بخط ال 16.5 مترًا (18 ياردة) ينفذ داخل منطقة الجزاء. لذلك يجب أن تعبر الكرة بكامل محيطها من خط التماس لتكون خارج الملعب وأيضًا يجب أن تعبر الكرة كاملة خط المرمى (بين القائمين) قبل أن يحتسب الهدف، إذا كان أي جزء من الكرة على أو فوق خط المرمى إذن فالكرة لا تزال قي الملعب وليست هدفًا.
وصف الملعب المخصص لمباريات البالغين وارد في الأسفل. لاحظ أنه بسبب الصيغة الأصلية للقوانين في إنجلترا والسيادة المبكرة للروابط البريطانية الأربعة داخل مجلس الاتحاد الدولي لكرة القدم والمعروف اختصارًا بـ "IFAB" فإن الأبعاد الأساسية لملعب كرة القدم معبر عنها بـالوحدات الإمبراطورية. القوانين الآن تصف الأبعاد بشكل تقريبي للوحدات المترية المكافئة (متبوعة بالوحدات التقليدية في أقواس)، لكن استعمال الوحدات الإمبراطورية لايزال شائعًا في بعض الدول خاصةً في المملكة المتحدة.

## حدود الملعب
الملعب مستطيل الشكل، الجانبين الأطول من الملعب يسميان خطي التماس، الخطان المقابلان الآخران يسميان خطي المرمى، ويجب أن يكون خطي المرمى بين 45 و 90 مترًا (50 - 100 ياردة) طولاً وأن يكونا بنفس الطول، كما يجب أن يكون خطي التماس بنفس الطول بين 90 و 120 مترًا (100 - 130 ياردة) طولاً، كل الخطوط يجب أن تكون على اتساع متساوي لا يزيد على 12 سنتيمترًا (5 بوصات)، ركني الملعب محددان بأعلام الركنيات.
بالنسبة للمباريات الدولية، تكون ابعاد الملعب محددة بإحكام، خطي المرمى يجب أن يكونا بين 64 - 75 مترًا (70 - 80 ياردة) طولاً، ويجب أن يكون خطي التماس بين 100 - 110 مترًا (110 - 120 ياردة). في مارس 2008 الاتحاد الدولي لكرة القدم حاول توحيد قياس الملاعب للمباريات الدولية وحدد أبعادًا رسمية للملعب لتصبح 105 مترًا طولاً و 68 مترًا اتساعًا على أية حال، في اجتماع خاص للاتحاد الدولي لكرة القدم 8 مايو 2008 تم وضع قاعدة بأن هذا التغير يجب أن يعلق بانتظار المراجعة وإعادة النظر في الأمر ولكن هذا التغير المقترح لم يطبق.
على الرغم من أن مصطلح خط المرمى عادة ما يؤخذ على الجزء المحصور بين قائمي المرمى إلا أنه في الحقيقة فإن هذا المصطلح يعود على الخط كاملاً في نهايتي الملعب من أحد الأعلام الركنية إلى الآخر، في المقابل فإن مصطلح الخط الثانوي عادة ما يستخدم للدلالة على الجزء الخارج من قائمي المرمى، هذا المصطلح شائع الاستخدام في التعليق ووصف مباريات كرة القدم.

## المرمى
يقع المرمى في منتصف خط المرمى، ويتكون من قائمين على مسافتين متساويتين من الأعلام الركنية ويتصلان من الأعلى عن طريق عارضة أفقية. الحواف الداخلية من القائمين يجب أن تكون على بعد 7.32 مترًا (8 ياردات) كما يجب أن تكون الحافة الأدنى من العارضة على ارتفاع 2.44 متر (8 أقدام) من الأرض، وتكون الشباك خلف المرمى لذلك فهي غير مقيدة بقوانين.
القائمان والعارضة يجب أن يكونا أبيضا اللون ومصنوعين من الخشب أو المعدن أو أي خامة مصرح بها، القواعد المتعلقة بشكل العارضة والقائمان متساهلة إلى حد ما ولكن يجب أن تتفق مع الشكل الذي لا يمثل خطرًا على اللاعبين.
منذ بداية كرة القدم كان هناك قائمان ولكن العارضة لم تخترع حتى عام 1875م عندما تم استخدام خيط بين القائمين.
يتم إحراز الهدف عندما تتجاوز الكرة خط المرمى بين قائمي المرمى حتى لو لمس أحد المدافعين الكرة أخيرًا قبل تخطيها لخط المرمى، وقد يكون الحكم غير صحيح إذا كان اللاعب الذي سجل أو عضو في فريقه قد ارتكب خطأ في الوقت الذي كانت فيه الكرة خارج اللعب وحتى إحراز الهدف. كما يمكن اعتبار الهدف باطلاً إذا قام أحد لاعبي الفريق المنافس بارتكاب خطأ قبل أن تمر الكرة من خط المرمى. كما هو الحال في حالة ارتكاب الأخطاء تمنح ضربة جزاء حتى لو استمرت الكرة في طريقها لعبور خط المرمى.